# Karl-Eddi Armgort
Karl-Eddi Armgort, zumeist Eddi Armgort genannt, (* 13. März 1925 in Daverden; † 11. September 2011 in Bremen) war ein deutscher Politiker (SPD) und Mitglied der Bremischen Bürgerschaft.

## Biografie
Nach dem Schulbesuch absolvierte Armgort eine kaufmännische Lehre. Im Zweiten Weltkrieg leistete er seinen Wehrdienst ab und trat 1947 in den bremischen Staatsdienst ein. Er war verheiratet und hatte zwei Kinder.

### Politik
Armgort war seit den 1950er-Jahren Mitglied der SPD. Er gehörte einem Ortsverein der SPD in Obervieland an und war viele Jahre dessen Vorsitzender. Er engagierte sich in der Kommunalpolitik und war Mitglied und dann Sprecher des Beirats des Stadtteils Bremen-Obervieland. 
Er war von 1972 bis 1983 Mitglied der Bremischen Bürgerschaft. In der Bürgerschaft war er auch vertreten in den Deputationen für Inneres, für Finanzen und der für das öffentliche Dienstrecht sowie in dem Petitions-, dem Datenschutz- und dem Rechnungsprüfungsausschuss.

### Weitere Mitgliedschaften
Armgort war lange Jahre Geschäftsführer des Schaustellerverbandes des Landes Bremen.
Er war Mitglied und Vorsitzender eines Personalrates im öffentlichen Dienst sowie Schulelternsprecher in Huckelriede und Kattenturm.